# Моя казкова історія кохання
«Моя казкова історія кохання» — філіппінський романтичний фантастичний фільм 2018 року режисера Персі Інталана. У головних ролях Джанелла Сальвадор, Елмо Магалона та Кіко Естрада. Виробництвом фільму займається компанія Regal Entertainment. Реліз відбувся 14 лютого 2018 року, компанія Regal Entertainment.

## Сюжет
Шантель (Джанелла Сальвадор) — розпещена нахаба, яку після того, як вона потривожила корали під водою, прокляли бути русалкою. За допомогою її найкращого друга Ноя (Елмо Магалона) вони вирушають у подорож, щоб знайти її Чарівного Принца, який, як вона вірить, зруйнує прокляття, що її спіткало.

## Акторський склад

### Головні ролі
- Джанелла Сальвадор — Шантель Кехада
- Елмо Магалона — Ной
- Кіко Естрада — Ді-джей Ітан

### Другорядні ролі
- Кірай Селіс — Міссі
- Домінік Очоа — Роберт Кехада
- Дімплес Романа — Наташа Кехада
- Какай Баутіста — Мірна
- Рубі Рубі — Нана Гуранг
- Майлз Окампо — Анна

## Поширення
Офіційний однихвилинний тизер фільму вийшов 31 серпня 2017 року. Повний трейлер фільму вийшов 19 січня 2018 року. Фільм вийшов на екрани 14 лютого 2018 року під егідою Regal Entertainment.
Рада з перегляду та класифікації кіно та телебачення (MTRCB) надала фільму рейтинг G.

### Відгуки
«Мою казкову історію кохання» чудово дивитися в день Святого Валентина, незалежно від того, самотні ви чи зайняті. Ви навіть можете дивитися його з родиною. Завдяки прекрасній кінематографії, красивій сценографії та хорошому ритму глядачі будь-якого віку зможуть приємно провести час під час цього чудового роману. Фільм досліджує питання: «Як далеко ти готовий зайти заради кохання?» Однак окремі сцени містять надмірно пафосні діалоги та занадто драматичну кульмінацію. Якщо ви хочете легкого роману з родзинкою, то це історія, яку вам потрібно побачити.
На початку сюжет здавався доволі пересічним, але потім мене захопив. Це не типовий філіппінський ромком, тому я не очікував, що він буде настільки самосвідомим. Він усе ще має певні недоліки, особливо в сценарії, але це було справді приємно.